# 陰風怒吼
《陰風怒吼》（英語：Poltergeist II: The Other Side）是一部於1986年上映的美國超自然恐怖片，為1982年電影《鬼哭神號》之續集，故事講述主角一家人再度遭到超自然力量的威脅。本片影評不佳，但入圍奧斯卡最佳視覺效果獎和兩項土星獎。

## 演員
- 喬貝絲·威廉斯飾演Diane Freeling
  - Jaclyn Bernstein飾演Young Diane
- Craig T. Nelson（英语：Craig T. Nelson）飾演Steve Freeling
- Oliver Robins（英语：Oliver Robins）飾演Robbie Freeling
- 海瑟·歐羅克飾演Carol Anne Freeling
- Zelda Rubinstein（英语：Zelda Rubinstein）飾演Tangina Barrons
- Will Sampson（英语：Will Sampson）飾演Taylor
- Julian Beck（英语：Julian Beck）飾演Kane
- Geraldine Fitzgerald（英语：Geraldine Fitzgerald）飾演Gramma Jess
  - Kelly Jean Peters飾演Young Jess

## 評價
影評人給予本片的評價普遍不佳。爛番茄根據54篇影評給出20%的「新鮮度」。

## 獎項
| 獎項               | 類別                 | 提名對象         | 結果 | 來源  |
| ------------------ | -------------------- | ---------------- | ---- | ----- |
| 第59屆奥斯卡金像奖 | 奧斯卡最佳視覺效果獎 | 《陰風怒吼》     | 提名 | [ 3 ] |
| 第14屆土星獎       | 最佳恐怖或驚悚電影   | 《陰風怒吼》     | 提名 |       |
| 第14屆土星獎       | 最佳特效             | 《陰風怒吼》     | 提名 |       |
| 第7屆金酸莓獎      | 最差女配角           | Zelda Rubinstein | 提名 |       |
| 第8屆青年艺术家奖  | 最佳年輕電影女主角   | 海瑟·歐羅克      | 提名 |       |

## 外部連結
- 官方网站 at MGM.com
- 互联网电影数据库（IMDb）上《陰風怒吼》的资料（英文）
- Box Office Mojo上《陰風怒吼》的資料（英文）
- 爛番茄上《陰風怒吼》的資料（英文）